# Мелдрік Тейлор
Мелдрік Тейлор (англ. Meldrick Taylor; нар. 19 жовтня 1966, Філадельфія) — американський професійний боксер, чемпіон Олімпійських ігор, чемпіон світу за версією IBF (1988—1990) у першій напівсередній вазі і за версією WBA (1991—1992) у напівсередній вазі.

## Аматорська кар'єра
1984 року Мелдрік Тейлор у віці 17 років взяв участь в Олімпійських іграх, де завоював золоту медаль в категорії до 57 кг.
- У першому раунді переміг Ніколає Талпоса (Румунія) — 5-0
- У другому раунді переміг Франциско Камачо (Мексика) — 5-0
- У чвертьфіналі переміг Джона Ванджау (Кенія) — RSC-3
- У півфіналі переміг Омара Катарі (Венесуела) — 5-0
- У фіналі переміг Пітера Коньєгвачіє (Нігерія) — 5-0

## Професіональна кар'єра
Дебютував на профірингу у листопаді 1984 року. В перших двадцяти боях здобув дев'ятнадцять перемог і один бій завершився нічиєю.
3 вересня 1988 року вийшов на бій проти чемпіона світу за версією IBF у першій напівсередній вазі Бадді Макгірта (США) і, нокаутувавши суперника в останньому раунді,  завоював титул чемпіона.

### Тейлор проти Чавеса
Здобувши чотири перемоги поспіль, у тому числі в двох захистах, 17 березня 1990 року Мелдрік Тейлор зустрівся в об'єднавчому бою з чемпіоном світу за версією WBC Хуліо Сезар Чавесом (Мексика). Їхній бій став одним із найвідоміших і найсуперечливіших в історії боксу.
Обидва боксери вийшли непереможеними (Тейлор з показником 24-0-1 і Чавес з показником 66-0) і вважалися двома найкращими боксерами світу, незалежно від вагової категорії. В поєдинку Тейлор з першого раунду діяв набагато швидше і ефективніше за суперника, та все ж Чавес намагався тиснути і виснажувати американця, навіть програючи раунди. Перед останнім раундом Тейлор лідирував із великою перевагою на двох з трьох суддівських карток, і в куточку Тейлора сказали, що йому потрібно просто протриматися останній раунд. Та за 25 секунд до завершення поєдинку Чавесу все ж вдалося влучити ударом справа, потрясши американця, а в повторній атаці надіслати його у важкий нокдаун. Тейлор зумів підвестися і, таким чином, здобути перемогу, оскільки залишалося 2 секунди до закінчення відведеного часу. Але тут рефері просигналізував про припинення бою, зафіксувавши перемогу мексиканця технічним нокаутом. Тейлор втратив звання чемпіона. Бій між Мелдріком Тейлором і Хуліо Сезар Чавесом був визнаний боєм 1990 року за версією журналу «Ринг».
В наступному бою Тейлор здобув перемогу і 19 січня 1991 року вийшов на бій проти чемпіона світу за версією WBA в напівсередній вазі Аарона Девіса (США). Тейлор здобув перемогу одностайним рішенням.
Здобувши три перемоги, у тому числі в двох захистах, 29 травня 1992 року зустрівся в бою з чемпіоном світу за версією WBC в першій середній вазі Террі Норрісом (США) і зазнав поразки технічним нокаутом в четвертому раунді.
31 жовтня 1992 року відбувся бій Мелдріка Тейлора з Крісанто Еспанья (Венесуела), який, здобувши перемогу технічним нокаутом у восьмому раунді, відібрав у Тейлора звання чемпіона WBA в напівсередній вазі.
17 вересня 1994 року Тейлор вдруге зустрівся в бою за титул чемпіона WBC у першій напівсередній вазі з Хуліо Сезар Чавесом і зазнав поразки технічним нокаутом у восьмому раунді.